# Enric X de Baviera

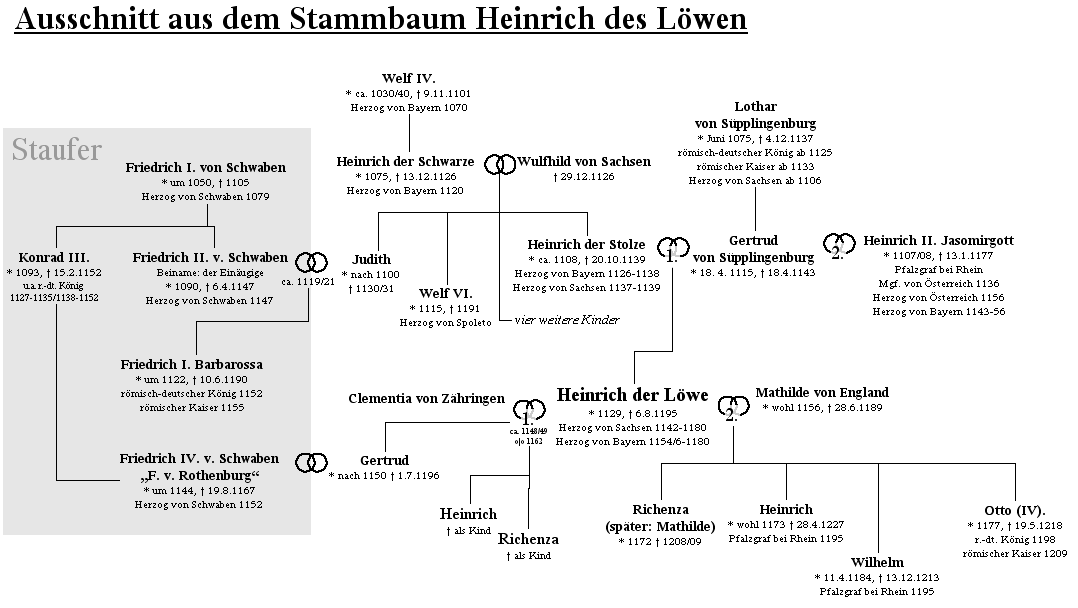
Parentius d'Enric

Enric X de Baviera dit l'Orgullós o el Superb (vers 1108-20 d'octubre de 1139) va ser duc de Baviera (1126-1139), duc de Saxònia (com Enric II de Saxònia, 1137-1139), i marcgravi de Toscana (1137-1139).

## Vida i regnat
Era fill d'Enric el Negre, duc de Baviera, i Wulfhilda, filla de Magnus Billung, duc de Saxònia, i un membre de la família dels güelfs, i, el que era molt important, hereu principal de la família Billung. El seu pare i la seva mare van morir el 1126 (el pare es va fer monjo poc abans de la seva mort), i com el seu germà gran, Conrad havia entrat també a l'església i va morir abans que els seus pares, Enric es va convertir en duc de Baviera el 1126. Va compartir les possessions de la família a Saxònia, Baviera i Suàbia amb el seu germà petit, Welf VI.
El 1127 es va casar amb Gertrudis, l'única filla i hereva de Lotari II, rei d'Alemanya, matrimoni i herència que s'havia promès al pare d'Enric com a recompensa per la seva ajuda en l'elecció de Lotari com a emperador el 1125 (Gertrudis era l'hereva de les propietats de les tres dinasties saxones: la casa dels Supplinburg, els Brunons, i la casa de Nordheim. La parella va tenir un sol fill, Enric el Lleó. Després del casament, Enric va participar en la guerra entre el rei i els germans Hohenstaufen, Frederic II, duc de Suàbia (que era cunyat d'Enric per estar casat amb la seva germana Judit), i Conrad, titular duc de Francònia, que després fou el rei alemany Conrad III. Al mateix temps que portava a efecte aquesta lluita, Enric estava també ocupat en la repressió d'un aixecament a Baviera, dirigit per Frederic, comte de Bogen, durant el qual ambdós, duc i comte, tractaren d'establir els seus propis candidats al bisbat de Ratisbona. Després d'una guerra de devastació, Frederic es va sotmetre el 1133, i dos anys més tard els germans Hohenstaufen va fer les paus amb Lotari. El 1136, Enric va acompanyar al seu sogre a Itàlia, i va prendre el comandament d'una divisió de l'exèrcit imperial que va entrar al sud d'Itàlia, devastant la terra al seu pas. Havent-se distingit per les seves habilitats militars durant aquesta campanya, Enric va ser nomenat marcgravi i vicari imperial de Toscana, i Lotari el va designar com successor en el ducat de Saxònia. Se li va donar per tant les antigues propietats de Matilde de Toscana.
Quan Lotari va morir el desembre de 1137, la riquesa i posició d'Enric el va convertir en un candidat formidable per a la corona alemanya, però les mateixes qualitats que li va valer el sobrenom de "l'Orgullós", va despertar el recel dels prínceps i aquestos van evitar la seva elecció El nou rei, Conrad III, va exigir les insígnies imperials que estaven en possessió d'Enric, i el duc a canvi li va demanar la seva investidura amb el ducat de Saxònia. Però Conrad, que temia el seu poder, es va negar a assentir a aquesta, amb el pretext que era il·legal que els dos ducats estiguessin units en una sola mà. Els intents d'un acord van fracassar, i el juliol 1138 Enric va ser privat dels seus ducats. El 1139 Enric va aconseguir expulsar els seus enemics de Saxònia i Baviera i s'estava preparant per atacar quan va morir sobtadament a l'abadia de Quedlinburg. Enric va ser enterrat a la Col·legiata de l'Església de Königslutter al costat del seu sogre.
El seu fill Enric el Lleó encara era menor d'edat i el ducat de Baviera va ser donat a Leopold IV, marcgravi d'Àustria, germanastre del nou rei Conrad. Saxònia, que Enric el LLeó havia tractat de mantenir, tampoc li fou oficialment concedida i se li va donar a Albert l'Ós, fill de la filla més jove de Magnus, l'últim duc Billung.